# Pavlova

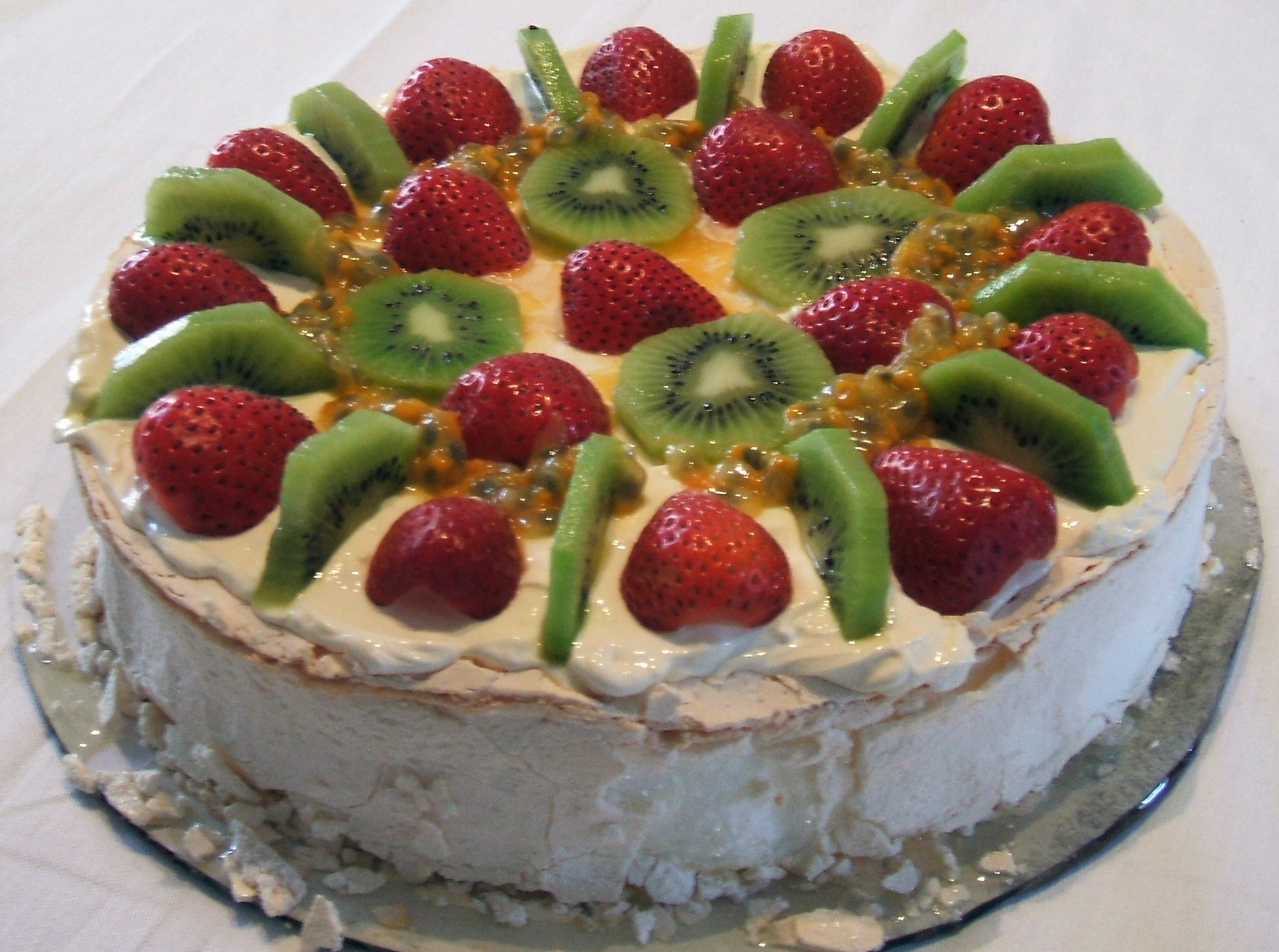
Pavlova

Pavlova (zapisywane małą literą) – deser australijski i nowozelandzki; rodzaj torcika bezowego udekorowanego bitą śmietaną i świeżymi owocami, najczęściej truskawkami, malinami, kawałkami brzoskwini bądź owocami kiwi.
Nazwa pochodzi od nazwiska rosyjskiej primabaleriny Anny Pawłowej – tradycja głosi, że pierwszy raz został przygotowany podczas pobytu tancerki w Perth w 1926 lub 1929 roku przez szefa kuchni hotelu Esplanade. Jednak do autorstwa deseru pretendują także Nowozelandczycy, twierdząc, że przyrządzono go w Wellington podczas tournée Pawłowej w 1926 roku.